# Liste der Monuments historiques in Germainvilliers
Die Liste der Monuments historiques in Germainvilliers führt die Monuments historiques in der französischen Gemeinde Germainvilliers auf.

## Liste der Immobilien
| Bezeichnung | Beschreibung            | Standort                  | Kennzeichnung | Schutzstatus | Datum | Bild |
| ----------- | ----------------------- | ------------------------- | ------------- | ------------ | ----- | ---- |
| Wegekreuz   | aus dem 17. Jahrhundert | nördlich des Ortes (Lage) | PA00079062    | Inscrit      | 1929  |      |

## Liste der Objekte
| Bezeichnung             | Beschreibung | Standort                      | Kennzeichnung | Schutzstatus | Datum | Bild |
| ----------------------- | --- | ----------------------------- | ------------- | ------------ | ----- | ---- |
| Skulptur Heiliger Felix | Stein, farbig gefasst, 16. Jahrhundert                                                                                | in der Kirche St-Félix (Lage) | PM52000501    | Classé       | 1977  |      |
| Hauptaltar              | Altartisch, Altaraufbau, Tabernakel, Retabel und zwei Skulpturen; Holz, farbig gefasst und vergoldet, 18. Jahrhundert | in der Kirche St-Félix (Lage) | PM52000500    | Classé       | 1977  |      |